# Кім Хва Сун
Кім Хва Сун (12 квітня 1962) — південнокорейська баскетболістка.
Учасниця Олімпійських Ігор 1984, 1988 років.